# Marantao
Marantao est une localité de la province de Lanao du Sud, aux Philippines. En 2015, elle compte 32 974 habitants.